# Tanchon
Tanch'ŏn är en stad i provinsen Södra Hamgyong i Nordkorea. Den är belägen vid Namdaeflodens mynning vid Japanska havet. Befolkningen uppgick till 345 875 invånare vid folkräkningen 2008, varav 240 873 invånare bodde i själva centralorten.